# Audubon Park (Kentucky)
Pour les articles homonymes, voir Audubon Park et Audubon.
La ville américaine d’Audubon Park est située dans le comté de Jefferson, dans l’État du Kentucky. Lors du recensement de 2010, sa population s’élevait à 1 545 habitants.